# Pietro Gallinotti
Pietro Gallinotti (Solero, 24 luglio 1885 – 12 maggio 1979) è stato un liutaio italiano.

## Biografia
Pietro Gallinotti è stato un liutaio, tra i più rappresentativi del Novecento italiano. Da giovane iniziò la sua passione per gli strumenti a corda suonando mandolino e chitarra con gli amici.
Al termine del servizio militare, intorno al 1909, un suo compaesano lo invitò a Savigliano (CN) per lavorare presso le officine costruttrici di carrozze ferroviarie. Grazie alla grande quantità di legnane a disposizione, Pietro perfezionò la sua manualità come ebanista.
Nel 1915 fu richiamato alle armi e finì, prigioniero, in un campo di concentramento cecoslovacco dove riuscì ad esprimere e a comunicare la sua passione per il legno e liuteria attirando l'attenzione del direttore che gli chiese di replicare un violino. Terminata la Grande Guerra trovò lavoro a Genova presso un mobilificio artistico. A Genova ebbe l'opportunità di conoscere e frequentare il liutaio Cesare Candi. L'esperienza genovese lo trasformò in un liutaio a tempo pieno. Ritornò a Solero e presso la propria abitazione allestì il suo laboratorio.
Nel 1925 sposò Teresa Guasco e in meno di dieci anni Pietro Gallinotti si trovò fra i grandi nomi della liuteria internazionale. Iniziò producendo violini, e intorno al 1930 iniziò a intensificare la produzione di chitarre. Nel 1929 nacque il figlio Carlo. Nel 1937 viene citato sul dizionario dei chitarristi e liutai italiani: "Costruisce delle chitarre che si possono giudicare perfette, come acustica ed eleganza di forme, tali da soddisfare i nostri migliori chitarristi la maggior parte dei quali possiede i suoi strumenti e li tiene nella massima considerazione."
Fu stimato per il suo valore e per la sua modestia; qualità che tanti gli riconobbero. Pietro Gallinotti trattò sempre personalmente con i chitarristi che avrebbero poi suonato il suo strumento. Non si risparmia nel tenere sempre informato il committente sullo stato dei lavori e comunicarne la fine con la capacità di soddisfare i migliori concertisti dell'epoca. Quando si trattava di clienti lontani andava personalmente ad attenderli presso la stazione ferroviaria e spesso li invitava a pranzo.
Negli anni '40 l'arte liutaia di Gallinotti si diffuse in Europa fino ad arrivare nelle Americhe. Nel 1952 il "Concorso Nazionale di Liuteria per Chitarra Clasica" consacrò Pietro Gallinotti fra i grandi nomi della liuteria italiana. In quella occasione si esibì per la prima volta in Italia il chitarrista Alirio Díaz, giovane allievo di Segovia, che divenne un estimatore delle chitarre Gallinotti. Nel 1949 Gallinotti incontrò Segovia al termine dell'unico concerto che il chitarrista fece ad Alessandria.
Intorno agli anni '50 Pietro Gallinotti produsse gli ultimi strumenti ad Arco. In quel periodo decise di dedicarsi esclusivamente, viste le sempre più numerose richieste e i riconoscimenti, alla produzione di chitarre. Volle però lasciare una prova tangibile del suo livello artistico maturato in tanti anni di lavoro e passione ultimando uno strumento iniziato nel 1934: una viola d'amore. Negli anni '60 si consolidò ulteriormente la fama di Gallinotti: come costruttore di chitarre fu riconosciuto il migliore tra tutti. Continuò a lavorare con lo spirito di sempre, studiando e sperimentando. Nel gennaio del 1979 morì la moglie Gina e nel mese di maggio, mentre si trovava al lavoro nello storico laboratorio, fu colpito da un ictus. Pochi giorni dopo si spense.